# Zdena Frýbová
Zdena Frýbová (également connue sous le psseudonyme Zdenka Redlová) est une écrivaine et publiciste tchèque née le 30 août 1934 à Prague et morte le 22 février 2010 dans la même ville.

## Biographie

### Enfance et études
Elle naît le 30 août 1934, ses parents sont fonctionnaires. Après avoir terminé ses études, elle s'installe à Marienbad, où elle travaille comme employée administrative, d'abord au centre de santé de l'usine, puis dans les usines de menuiserie.

### Carrière
Elle fait ses débuts en 1955 dans le quotidien Práce. Elle publie des reportages, des interviews et des nouvelles dans Literární noviny, Student, Zítřek, puis collabore notamment aux périodiques Čs. voják, Děti a we, Pravda, Obrana, Práce, Svět práce, Svobodné slovo, Rudé právo, Zdravotnické noviny, Život.
À son retour à Prague en 1968, elle se consacre exclusivement à la littérature et au journalisme, principalement dans les domaines de la santé, de la psychologie et de la sociologie.
En 1992, elle fonde la Fondation Robin pour la protection des animaux, qu'elle dirige jusqu'en 2009.

## Œuvre
Son premier livre, Rok na haciendě, récit rétrospectif d'un jeune gardien de zoo confronté à l'indifférence du monde extérieur, témoigne de l'intérêt de l'autrice pour les questions de travail et pour le mélange des techniques du reportage, de la prose psychologique et de la prose criminelle.
Les livres suivants sur les conflits entre partenaires et les crises conjugales (Příběh z lékárny, Falešní hráči, Den jako stvořený pro vážnou známost, Hrůzy lásky a nenávisti, Noc jako stvořená pro nevěru!, Neděle jako stvořená pro vraždu) tentent de se prononcer sur la décadence morale de la société. Ils s’intéressent de près des individus superficiels dont la conception de la vie comme un jeu décontracté les amène à se heurter à leur entourage, ce qui les conduit finalement à la criminalité.
Ses romans Připravte operační sál et Z neznámých důvodů, qui s'inspirent des romans d'Arthur Hailey, présentent une description complète et attrayante des décors.
Dans ses travaux ultérieurs, l'effort de Frýbová pour répondre aux besoins du lecteur conduit à une critique habilement élaborée du mécanisme social et de la moralité humaine dans les dernières années du totalitarisme et à une scandalisation directe des conditions sociales et politiques de l'ère post-novembre dans ses ouvrages Mafia po listopadu et Malinkatý kretén.